# Luís Victor Sartori
Dom Luís Victor Sartori (Caxias do Sul, 30 de agosto de 1904 — Santa Maria, 9 de abril de 1970) foi um bispo católico brasileiro.
Era dono de um apreciado talento na oratória e foi um grande devoto de Nossa Senhora Medianeira, sendo um grande incentivador desta devoção. Desenvolveu destacada atuação como vigário de paróquias e como membro da Cúria Metropolitana em Porto Alegre, atuando também no jornalismo religioso. Exerceu seu episcopado em Montes Claros, no estado de Minas Gerais, e em Santa Maria, no Rio Grande do Sul, com uma passagem em ambos locais marcada por grandes obras, sendo construtor de seminários, organizador de novas paróquias e dioceses e promotor de várias iniciativas religiosas, culturais e beneficentes. Foi um dos pioneiros do radialismo em Santa Maria, e ali também envolveu-se na política, sendo um ferrenho opositor do comunismo e um dos articuladores do golpe militar de 1964.

## Sacerdócio

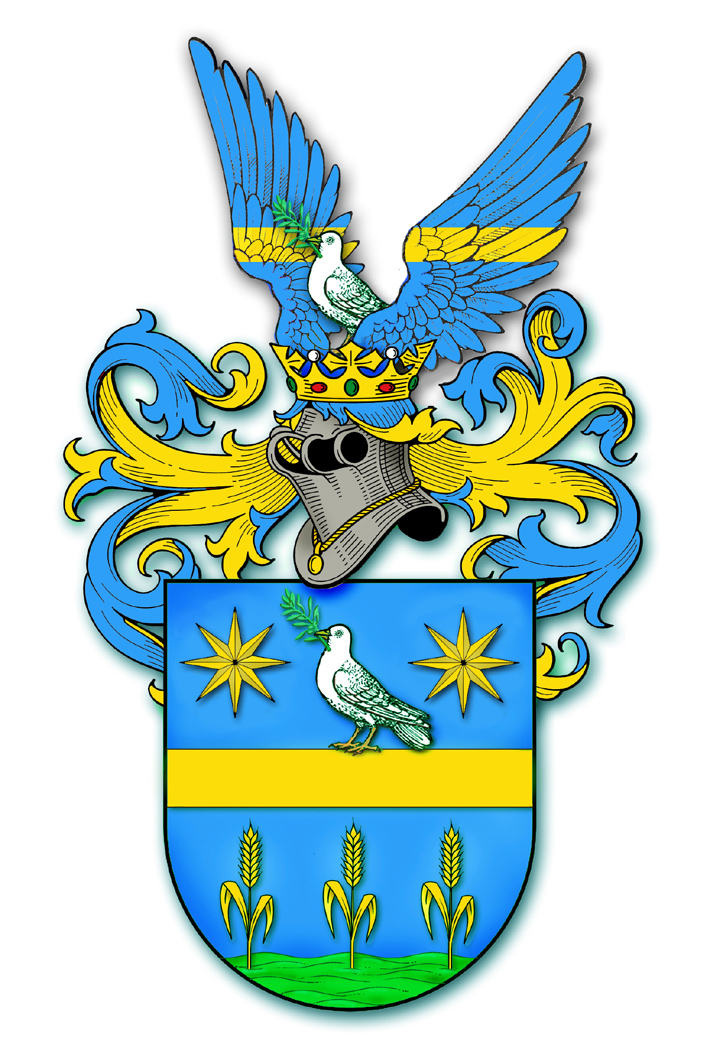
Brasão da família Sartori.

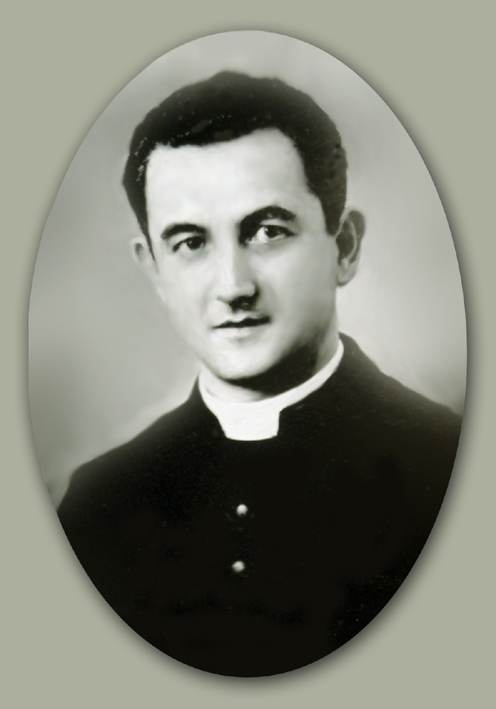
Luis Victor no início da carreira.

Era filho de Felicità dal Canale e Alberto Sartori, grande produtor de vinho, hoteleiro, dirigente da Associação dos Comerciantes e político republicano, e neto de Salvador Sartori, membro da Junta Governativa, conselheiro municipal (vereador) e um dos líderes da comunidade católica caxiense.
Ainda um colegial, Luís Victor apareceu publicamente em 1914 recitando poesias numa festividade comemorativa da Proclamação da República. Fez sua preparação sacerdotal no antigo Seminário Provincial Nossa Senhora da Conceição, em São Leopoldo, mantido pelos jesuítas, onde cursou Filosofia e Teologia, e fundou com colegas a revista O Seminário, que circulou até 1967, periódico que tinha como objetivo ser um elo de união entre os seminaristas de todo o Brasil. De acordo com Breno Sponchiado, a revista, além do seu objetivo declarado, "transformava-se em campo de luta, onde os alunos se digladiavam, cada um querendo [se] mostrar mais prendado no manuseio da pena, esforçando-se ao máximo para assinar artigos comovedores, valentes; vazados no melhor português, com direito a rebusqueios e explorando ao máximo a última flor do Lácio. Entre estes, destacam-se Luiz Vítor Sartori, que foi um dos fundadores e o primeiro diretor do periódico, em 1926, e Vítor Battistella”.
Foi ordenado sacerdote em Porto Alegre por dom João Becker em 9 de janeiro de 1927, em cerimônia na Matriz de São Pedro. Logo após retornou a Caxias e celebrou sua primeira missa na Catedral, como narra a imprensa, “perante grande multidão. Terminada a cerimônia religiosa, foi servido lauto banquete na Sociedade Príncipe de Nápoles, comparecendo as autoridades e pessoas gradas, trocando-se amistosos brindes”, e no mesmo ano foi indicado capelão coadjutor da Catedral. Em 1929 é citado fazendo um discurso no casamento de sua prima Ida Sartori Paternoster. Foi lembrado por João Spadari Adami, historiador local, como “notável orador e escritor sacro”. Mais tarde, em 1949, o acadêmico e poeta Cyro de Lavra Pinto dedicar-lhe-ia um soneto, também louvando seu “condão verbal”, que “comove, com harmonia, e enleva os corações”.
Em 1930 integrou-se à revolução desencadeada por Getúlio Vargas atuando como capelão militar. Em 1931 ainda é registrado em Caxias, participando da homenagem ao cônego João Meneguzzi pelo seu jubileu sacerdotal, mas no mesmo ano mudou-se para Porto Alegre, onde seus dotes de oratória também foram reconhecidos e requisitados, pregando “com grande brilho” e dando “apreciadas conferências apologéticas”.
Foi pároco assistente da paróquia São João e organizou a paróquia São Francisco, foi membro da Cúria Metropolitana, cura da Catedral, capelão da Igreja do Espírito Santo, do Asilo da Providência e do convento das carmelitas, diretor do Departamento Militar da Ação Católica e assessor eclesiástico da União Católica dos Militares. Foi organizador e locutor do programa Hora Católica, na Rádio Farroupilha, lançado por ocasião do Congresso Eucarístico Nacional de 1937, do qual foi presidente da Comissão Organizadora, e participou da fundação e edição do Jornal do Dia. Mais tarde passou a dirigir a construção do Seminário Maior de Viamão como presidente da Comissão de Obras.

## Episcopado
Foi sagrado bispo em Porto Alegre em 1º de junho de 1952, com cerimônia presidida pelo arcebispo dom Vicente Scherer, sendo designado para a Diocese de Montes Claros, estado de Minas Gerais. Sua genealogia episcopal procede de Scipione Rebiba, cardeal-bispo de Sabina. Em Montes Claros sua atividade deixou uma forte marca, sendo descrito por Dário Cotrim como “grande propulsor da fé e do progresso na cidade; reorganizou a Obra das Vocações Sacerdotais, instalou o Seminário Menor, apoiou a Ação Católica, bem como a criação da Diocese de Januária e atuou junto aos poderes públicos para a iluminação da cidade por meio da Companhia Energética de Minas Gerais”. Segundo Laurindo Pereira, o abastecimento de eletricidade na região entrara em crise e em 1953 havia sido iniciado um racionamento, e a liderança do bispo pressionando o presidente Juscelino Kubitschek, o governador Clóvis Salgado e outras autoridades foi decisiva para a liberação de verbas estatais e a construção de uma nova usina. O deputado Teófilo Pires, envolvido com as reivindicações populares, propondo a criação de um comitê sob a presidência do bispo para aglutinar as forças políticas opostas e assim resolver a “situação de abandono” em que se encontrava o município, disse que Sartori tinha uma "reconhecida autoridade moral”, era inegável seu “alheamento às lutas partidárias” e era o “denominador comum, eliminador de arestas que, porventura, ainda se mostrassem demasiado vivas”.

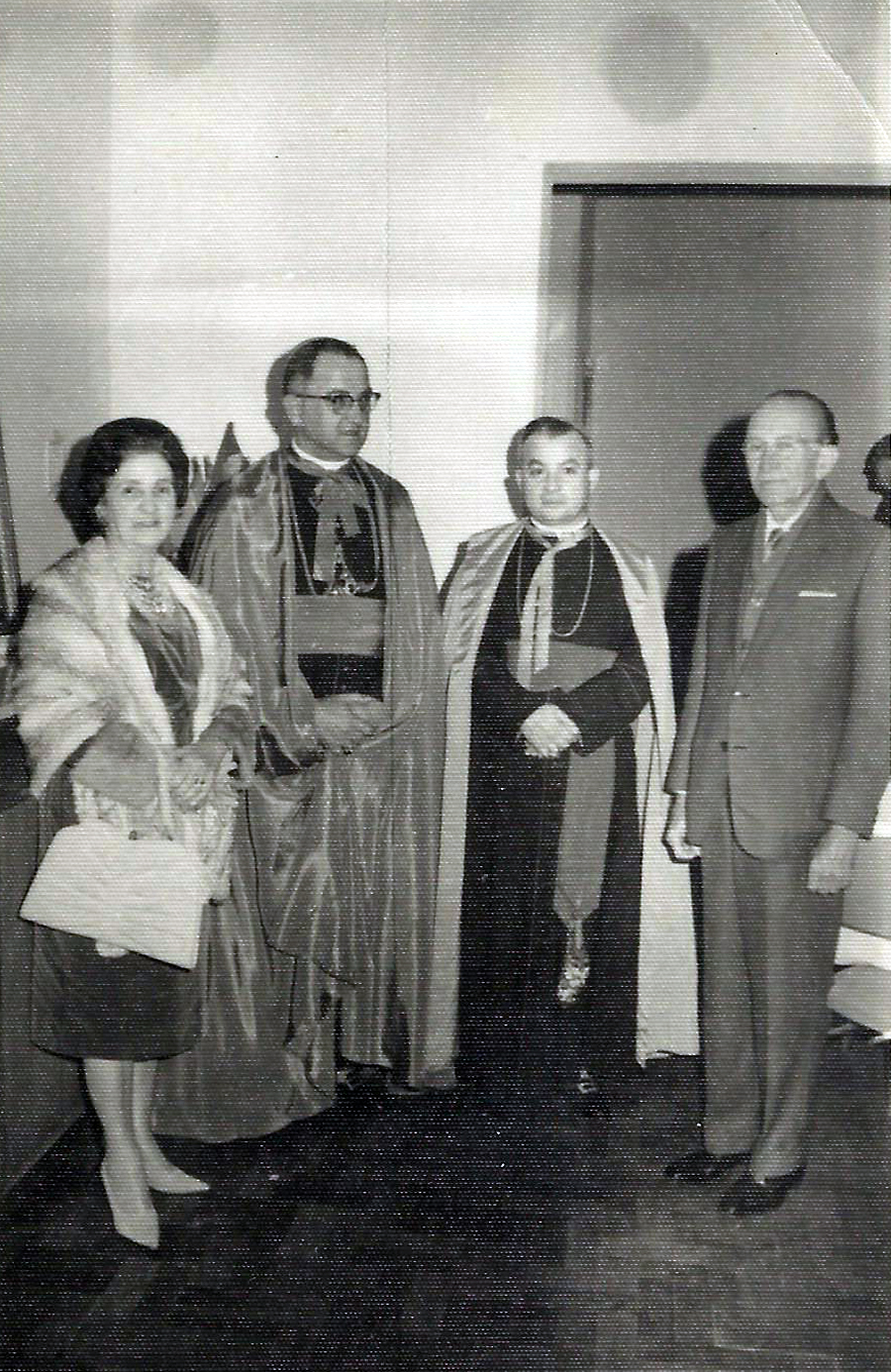
Adelia e José Costamilan com o bispo Luís Victor Sartori e outro prelado em visita a Passo Fundo na década de 1960.

Depois voltou para o seu estado natal, transferido para Santa Maria em vista da enfermidade do bispo dom Antônio Reis, sendo nomeado seu coadjutor com direito à sucessão, sendo recebido em 6 de maio de 1956 e sucedendo seu predecessor em 14 de setembro de 1960. Consagrou a cidade de Santa Maria a Nossa Senhora Medianeira de Todas as Graças, promovendo ativamente sua devoção. Criou a Comissão Pró-Construção de um Santuário e Altar-Monumento dedicado à Medianeira, obra terminada por seus sucessores, hoje uma basílica que atrai milhares de peregrinos. Criou uma peregrinação da Imagem Milagrosa de Nossa Senhora Medianeira que percorria quase todas as paróquias da Diocese, iniciativa que deu origem a outra, destinada a suscitar vocações, formando a Comissão Diocesana de Vocações e um grupo de voluntários que levavam capelinhas aos domicílios. Criou as paróquias de São Roque de Taquaruçu do Sul e Nossa Senhora da Glória de Camobi, organizou as novas dioceses de Frederico Westphalen e Cruz Alta, instalou o Conselho Presbiteral Diocesano, construiu o Seminário Diocesano São José e presidiu sua inauguração em 1966. Foi presidente de um dos tribunais rogatoriais no processo de beatificação e canonização de Madre Paulina,
Por outro lado, conforme a opinião de Sponchiado, devido ao seu caráter legalista, ortodoxo e inflexível, não via com muita simpatia a Ação Católica, pelo fato de ela "valorizar e tornar o leigo protagonista da evangelização", incentivando apenas seu ramo da Juventude, mas sob uma supervisão estrita, e suprimiu o Movimento Apostólico de Shoenstatt, promovido por um grupo de sacerdotes palotinos, "num sinal veemente de que a autoridade do bispo sobressaía a qualquer movimento ou modismo". Segundo Marta Borin, o bispo discordava da pedagogia do Movimento de Shoenstatt e temia que suas expressões fossem confundidas com práticas espíritas, mas procurou conciliar-se com os palotinos, a quem dedicava "elevada consideração, profunda estima e gratidão", preservando sua atuação em outras esferas e entregando-lhes o governo da paróquia de Santa Cecília de Humaitá. Ao mesmo tempo entrou em conflito com eclesiásticos que se mantinham apegados a "velhas práticas e tradicionais métodos" de atuação pastoral, em particular o monsenhor Vítor Battistella, seu antigo colega de seminário, que estava encarregado da paróquia de Barril e havia adquirido uma grande influência sobre a população durante o episcopado de dom Antônio Reis.
Foi um dos pioneiros locais da radiofonia, fundando em 15 de janeiro de 1950 a Rádio Medianeira, destinada à programação cultural e à promoção da fé. Presidiu a Comissão Pró-Fundação da Faculdade de Direito, instituto que se integrou à Universidade Federal de Santa Maria, cuja fundação igualmente apoiou. Também participou do Concílio Vaticano II. Fez parte de um movimento dos bispos gaúchos contra a proposta de Anísio Teixeira, então diretor do Instituto Nacional de Estudos Pedagógicos, para a implantação exclusiva de sistemas de ensino laicos, e de outro movimento contra mudanças no Código Civil que previam a possibilidade de anulação do vínculo conjugal. A este respeito, em nota publicada no Diário de Notícias, conclamou os fiéis a cerrar fileiras em defesa dos princípios cristãos e da família, considerando-a "a sementeira insubstituível das vocações sacerdotais e religiosas para a Igreja", acrescentando que "um povo sem vocações, muito breve, será um povo sem Deus e sem amor fraterno", e não admitindo que a população assistisse "de braços cruzados, como gente destituída de brios e de valor cívico, à dissolução moral dos costumes e da sociedade".

## Política
Envolveu-se fortemente também na política, manifestando sua apreensão por ocasião da renúncia de Jânio Quadros, afirmando que era situação grave cujos desenvolvimentos poderiam vir a ameaçar as instituições democráticas e cristãs, e apoiou a posse de João Goulart convocando uma grande romaria. Alguns dias depois, pronunciou-se na Rádio Medianeira afirmando que “grupos de ideologia da extrema esquerda tencionam agitar o seio da massa popular”. Para Diorge Konrad, "era um prenúncio local da posição futura de setores importantes da Igreja Católica no rumo da posição golpista, em nome do 'combate ao comunismo'. Antes ainda da posse de Jango, Sartori já deixava em aberto que Legalidade defendia, ao defender que a 'crise deverá ser superada dentro da Lei'". 
Sua atuação se intensificou pouco mais tarde, e segundo Capssa Lima, o bispo “participou ativamente da conspiração golpista [o golpe militar de 1964] e praticava uma pregação anticomunista aos moldes da que fazia o arcebispo dom Vicente Scherer em Porto Alegre”. Em sua casa foi realizada a primeira reunião que preparou o golpe, liderada pelo general Olympio Mourão Filho. O general considerava Sartori “um revolucionário entusiasmado”. Santa Maria na época tinha o segundo maior contingente militar do Brasil, apenas inferior ao do Rio de Janeiro, e foi um forte polo de apoio ao movimento. Sartori ocupou muitas vezes espaços na imprensa para defender a legitimidade do regime militar. Em sua dissertação de mestrado Ianko Bett fez uma leitura da participação do bispo neste momento histórico:
"No período em questão, foi possível identificar que as manifestações católicas [...] veicularam expressões que giraram, basicamente, em torno de alguns principais eixos temáticos. Dentre esses, destacaram-se a forma como os católicos comemoraram a destituição do presidente Goulart pelos militares, a tentativa de construir o golpe como um movimento democrático, inspirado evidentemente nas concepções ocidentais e cristãs, a representação do golpe enquanto um divisor de águas no cenário político nacional e a defesa de que os culpados ou envolvidos com a infiltração comunista deveriam ser punidos. [...]
"No dia 25 de abril de 1964, no espaço que tradicionalmente era ocupado pelo arcebispo dom Vicente Scherer, o Diário de Notícias publicou uma declaração do bispo de Santa Maria, dom Victor Sartori, a qual originalmente foi transmitida em rádios daquela cidade. A declaração objetivava convidar a população santamariense para participar da Marcha de Agradecimento a Deus e às Forças Armadas. Estruturalmente, a declaração de dom Victor Sartori se assemelhou com as demais manifestadas pelos católicos, ou seja, trouxe em suas palavras toda uma justificativa para o golpe, e neste aspecto aludiu ao passado corrompido como forma de legitimar o presente. Também versou sobre os objetivos a serem atingidos pela 'revolução' e o seu papel para eliminar qualquer possibilidade de subversão e, por fim, propôs a construção de uma visão democrática do golpe militar, fator este possível de perceber ao longo de todos os primeiros manifestos dos católicos na imprensa.
"Uma das características dos textos dos católicos que se reportaram sobre justificativas para o golpe, é que quase todas as manifestações trazem como preponderante o fato de que um golpe comunista era iminente. Para o bispo de Santa Maria, este aspecto também foi considerado: 'o objetivo de anular o iminente golpe marxista-comunista, que ameaçava o regime democrático brasileiro com uma ditadura totalitária, nos moldes de Moscou, Pequim ou Cuba'. Entendia que no Brasil existia uma 'máquina infernal marxista' prestes a desencadear o seu 'traiçoeiro golpe', daí a necessidade de intervenção das Forças Armadas, justamente para neutralizar a ação dos agentes da subversão, bem como aqueles que com eles estavam em conluio.
"Dom Victor defendeu que o golpe militar não tratou apenas de uma revolução anticomunista, mas sim, o considerou uma revolução social, ou seja, entendia que se o perigo de um golpe comunista existia era porque o clima de injustiça social, a miséria e o atraso econômico eram fatores que propiciavam as agitações sociais, as quais desencadeariam uma guerra revolucionária marxista-comunista, contra a democracia. Por isso, admitia que a tarefa era imensa e complexa, necessitando 'sanear e limpar a administração pública da corrupção, dos roubos, dos saques e das negociatas', que em última instância eram obras dos comunistas. Para dom Victor, era preciso que o novo governo propusesse reformas que dessem ao povo 'condições de vida mais justas, cristãs e por isso mesmo mais democráticas', enfim, uma verdadeira revolução social que proporcionasse ao povo humilde e aos pobres 'o que falsa e traiçoeiramente lhe prometiam os agentes da subversão marxista-comunista e seus comparsas aliados".

## Últimos anos

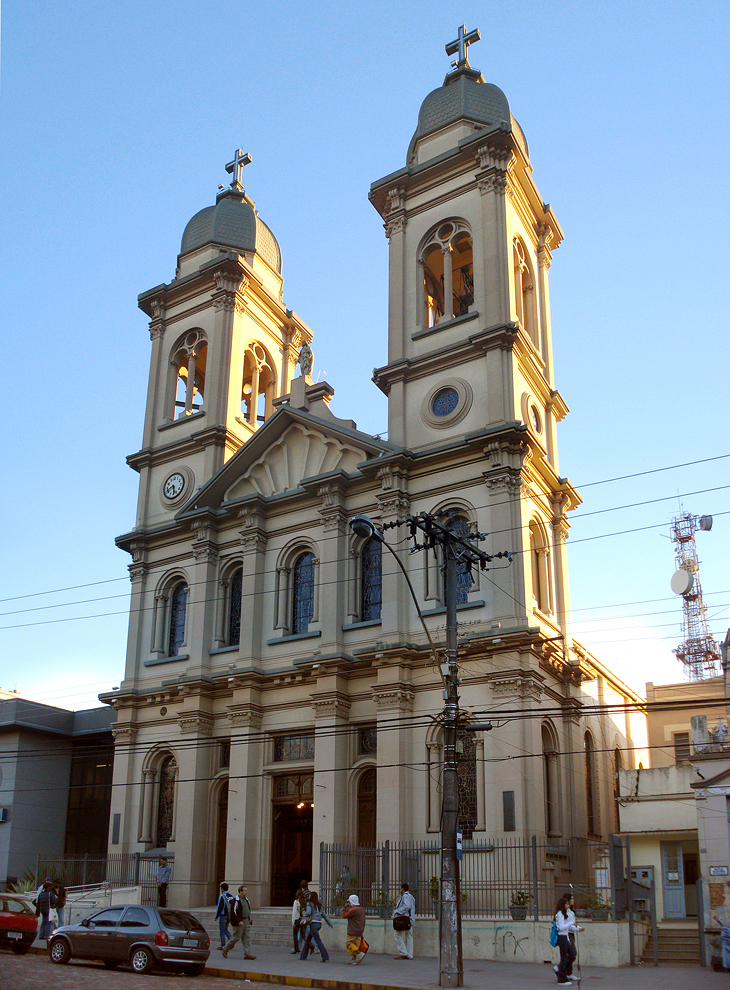
A Catedral de Santa Maria, sede do seu episcopado e local de descanso dos seus despojos.

Em 1967 organizou grandes celebrações para os jubileus marianos, comemorativos dos 50 anos das aparições de Maria em Fátima e dos 250 anos do encontro da imagem de Nossa Senhora de Aparecida, padroeira do Brasil, e continuou engajado nas causas políticas e sociais. Ainda em 1967 assinou um manifesto dos bispos gaúchos e catarinenses preocupados com a estagnação econômica, o desemprego e a pobreza, reivindicando aos novos políticos eleitos o cumprimento de suas promessas, e em 1968 assinou outro manifesto com o mesmo grupo de prelados que, à luz da encíclica Populorum Progressio, urgiam junto ao governo federal a execução imediata do Estatuto da Terra, a fim do promover uma efetiva reforma agrária, "visando à formação de vigorosa classe média rural, indispensável à estabilidade econômica e social de nosso país", entendendo que "assim se cumprirá o solene compromisso assumido pelo Governo Revolucionário perante a Nação Brasileira". Em 1969, já com a saúde abalada, solicitou ao papa a nomeação de um bispo coadjutor, sendo enviado para a função dom Antônio do Carmo Cheuiche.
Faleceu em Santa Maria em 9 de abril de 1970, sendo sepultado na Catedral Metropolitana com grande pompa e a presença das mais altas autoridades do estado e todos os bispos rio-grandenses. A Prefeitura decretou luto oficial por três dias e suspendeu as aulas de todos os colégios públicos municipais por dois dias. A Assembleia Legislativa do Estado suspendeu suas funções em sua memória, pronunciando-se um Voto de Pesar, ocasião em que os deputados Moisés Velásquez e Alfredo Hofmeister lhe fizeram elogios. O primeiro, em nome da bancada do MDB, disse que seu desaparecimento arrebatava da sociedade rio-grandense "uma figura excepcional, cujos serviços prestados à nossa gente jamais serão esquecidos pelo muito que enriqueceram o patrimônio espiritual do nosso estado". O segundo, em nome da bancada da ARENA, recordou sua atuação em inúmeras campanhas em que procurou "levar o lenitivo de sua ação atuante e a segura orientação da sua palavra de guia e pastor, [...] dando sempre a contribuição valiosa de sua inteligência e cultura", e pela marca deixada, pela estima geral que granjeara, pela sua personalidade forte e dinâmica que "levava a bom termo tudo quanto empreendia", merecia "o respeito da nossa admiração e o reconhecimento do povo rio-grandense".
Depois seu nome batizou uma rua em Caxias do Sul, uma praça em Montes Claros, e uma travessa, uma creche e uma escola em Santa Maria. O Museu de Arte Sacra de Santa Maria guarda várias peças relativas ao seu episcopado, e segundo o cura emérito padre Antonio Bonini, o espaço foi criado justamente "para proporcionar à comunidade maior contato com o legado episcopal de dom Antonio Reis e dom Luís Victor Sartori, além da própria história da Igreja na região".